# 1969 (album Achille Lauro)
1969 è il quinto album in studio del cantautore italiano Achille Lauro, pubblicato il 12 aprile 2019 dall'etichetta Sony Music.

## Descrizione
Il titolo dell'album si riferisce direttamente all'anno 1969, reputato simbolico da Lauro per una serie di avvenimenti «rivoluzionari» verificatisi in quel periodo: il concerto dei Beatles sul tetto, l'arresto di Jim Morrison per atti osceni in luogo pubblico, l'impianto del primo cuore artificiale, il matrimonio di Yōko Ono e John Lennon, il primo allunaggio dell'uomo, il Festival di Woodstock, l'uscita dei film Fellini Satyricon ed Easy Rider, l'uscita dell'album Led Zeppelin II dei Led Zeppelin ed il millesimo goal segnato da Pelé.
Rispetto ai precedenti lavori di Lauro, il disco si propone come un album di genere pop rock, ricercando l'immaginario del Rock italiano. Ha dichiarato di essersi ispirato a capisaldi del genere quali Vasco Rossi, Lucio Battisti e Rino Gaetano.

## Promozione
Il disco è stato anticipato dalla pubblicazione dei singoli Rolls Royce e C'est la vie. Il primo, in particolare, è stato il brano in cui Lauro si è esibito al Festival di Sanremo 2019 in qualità di concorrente, classificandosi al nono posto e duettando con il cantante e musicista italiano Morgan.

## Accoglienza
Molte testate hanno elogiato il lavoro artistico di Achille Lauro, sottolineando lo slancio creativo da esso rappresentato, e proponendolo come esempio di innovazione musicale. È stato inoltre fatto notare che l'artista ha mantenuto alcuni temi centrali della musica trap, adattandoli tuttavia ad una sonorità rock e ad un'atmosfera complessivamente più malinconica e personale.

## Successo commerciale
L'album è stato posizionato alla quarta posizione dei "20 miglior dischi italiani del 2019" dalla rivista Rolling Stone.

## Tracce
Testi di Lauro De Marinis.
1. Rolls Royce (feat. Boss Doms, Frenetik & Orang3) – 2:53 (musica: Edoardo Manozzi, Daniele Mungai)
2. C'est la vie – 3:13 (musica: Fabrizio Ferraguzzo, Enrico Brun)
3. Cadillac – 2:33 (musica: Manozzi, Ferraguzzo, Matteo Ciceroni)
4. Je t'aime (feat. Coez) – 3:30 (musica: Manozzi, Mungai)
5. Zucchero – 3:06 (musica: Ferraguzzo, Brun, Ciceroni, Nicolò Mancuso, Renato Garretto)
6. 1969 – 3:30 (musica: Manozzi, Ferraguzzo, Brun)
7. Roma (feat. Simon P) – 2:43 (musica: Manozzi, Ferraguzzo)
8. Sexy Ugly – 2:43 (musica: Manozzi)
9. Delinquente – 2:36 (musica: Manozzi, Ferraguzzo, Brun)
10. Scusa – 3:27 (musica: Manozzi, Brun)

### 1969 Achille Idol Rebirth
1. Maleducata – 2:52
2. Bam Bam Twist (feat. Gow Tribe) – 2:54
3. 16 marzo (feat. Gow Tribe) – 3:53
4. Rolls Royce (feat. Boss Doms, Frenetik & Orang3) – 2:53
5. C'est la vie (feat. Fiorella Mannoia) – 3:12
6. Me ne frego – 3:41
7. Cadillac – 2:33
8. Maledetto lunedì (Frenetik & Orang3 feat. Achille Lauro) – 4:20
9. Zucchero – 3:06
10. Roma (feat. Simon P) – 2:43
11. 1969 – 3:30
12. Je t'aime (feat. Coez) – 3:30
13. Sexy Ugly – 2:43
14. Delinquente – 2:36
15. Scusa – 3:27
16. C'est la vie – 3:13

## Formazione
- Lauro De Marinis – voce
- Edoardo Manozzi – chitarra acustica (tracce 3, 6, 9), chitarra elettrica (tracce 1, 3, 5, 6, 7, 8, 9), sintetizzatori (traccia 3), pianoforte (traccia 5)
- Daniele Dezi – chitarra acustica (tracce 1, 4), chitarra elettrica (tracce 1, 4)
- Alessandro Lorenzoni – chitarra elettrica tracce (1, 3)
- Andrea Torresani – basso elettrico (tracce 1, 3, 6, 7, 9)
- Andrea Polidori – batteria (tracce 1, 3, 6, 9)
- Fabrizio Ferraguzzo – batteria (traccia 2), chitarra acustica (tracce 2, 5), chitarra elettrica (tracce 2, 5, 6)
- Enrico Brun – sintetizzatori (tracce 2, 5, 6, 7, 9, 10), archi (tracce 2, 5), pianoforte (tracce 7, 10)
- Mattia Tedesco – chitarra acustica (traccia 6), chitarra elettrica (tracce 6, 9)
- Simon Pietro Manzari – voce aggiuntiva (traccia 7)
- Enrico Melozzi – violoncello (traccia 10)
- Leila Shirvani – violoncello (traccia 10)

## Classifiche

### Classifiche settimanali
| Classifica (2020) | Posizione massima |
| ----------------- | ----------------- |
| Italia            | 3                 |

### Classifiche di fine anno
| Classifica (2020) | Posizione |
| ----------------- | --------- |
| Italia            | 28        |
| Classifica (2021) | Posizione |
| Italia            | 35        |